# Поппі Монтгомері
Поппі Педл Емма Елізабет Деверо Донаг'ю (англ. Poppy Petal Emma Elizabeth Deveraux Donaghue; нар. 15 червня 1972) — австралійсько-американська актриса, відома як Поппі Монтгомері (англ. Poppy Montgomery). Серед найбільш упізнаваних ролей — агент ФБР Саманта Спейд у серіалі «Без сліду» (2002—2009) та детектив Керрі Веллс у серіалі «Незабутнє» (2011—2016).

## Раннє життя
Монтгомері народилася 15 червня 1972 року в Австралії — місто Сідней, штат Новий Південний Уельс, у родині ресторатора Філа Донаг'ю та Ніколи (до шлюбу — Монтгомері), виконавчого директора та дослідника ринку. У сім'ї було шестеро дітей: дочок назвали на честь квітів — Poppy («мак»), Rosie («троянда»), Daisy («стокротка»), Lily («лілея») та Marigold («чорнобривець»); син Джетро Талл отримав ім'я на честь рок-гурту (Jethro Tull).
Монтгомері не любила школу, була відрахована із шести приватних закладів. У 15 років разом зі своїм другом вирушила в подорож по Балі та зайнялася вивченням акторської майстерності.
У віці 18 років емігрувала до США, переїхала до Флориди, до свого знайомого, колишнього учня за обміном в її школі. Але через кілька днів, розчарована у хлопцеві, поїхала автобусом до Лос-Анджелеса, аби розпочати акторську кар'єру.

## Кар'єра
У Лос-Анджелес Поппі Монтгомері зупинилася в друзів свого брата та через колишнього агента Джулії Робертс, Боба Макгована, наприкінці 1990-х зуміла пробитися на кілька невеличких ролей у телесеріалах, включаючи «Поліцію Нью-Йорка».
Першим проривом стала роль Мерилін Монро в мінісеріалі CBS 2001 року «Блондинка». Акторку помітили і запропонували головну роль агента ФБР Саманти Спейд у містичній драмі CBS «Без сліду», яку вона виконувала до 2009 року. У цей же час вона знялася в кількох телешоу для «жіночого» кабельного каналу «Lifetime».
У 2011 році Монтгомері зіграла авторку Гаррі Поттера Джоан Роулінг у біографічному телефільмі «Магія поза словами».
Того ж року вона почала зніматися в головній ролі поліційної драми телеканалу CBS «Незабутнє» — до 2016 року Поппі виконувала роль детектива відділу вбивств Керрі Веллс із гіпертимезією — синдромом, завдяки якому людина запам'ятовую неймовірну кількість інформації про події, які сталися в її житті. Ця роль зробила Монтгомері відомою за межами Північної Америки.

## Особисте життя
З актором Адамом Кауфманом (англ. Adam Kaufman) Монтгомері познайомилася в 2005 році підчас знімання незалежного фільму «Між» (англ. Between), у 2007 році Кауфман появився в епізоді «Незабутнього» як коханець героїні Поппі, потім вони разом працювали в серіалі «Брехати, аби бути ідеальним» (англ. Lying to Be Perfect) у 2010 році. До цього, у червні 2007 року, Монтгомері заявила про свою вагітність, а 23 грудня народився їхній син Джексона Філіп. Хрещеним батьком Джексона став колега Монтгомері в проєкті «Без сліду» Ентоні Лапалья. 10 жовтня 2011 року в інтерв'ю для «Life & Style» було оголошено про розлучення Монтгомері і Кауфмана.
Наприкінці 2011 року в Пуерто-Рико Монтгомері познайомилася та почала зустрічатися з Шоном Санфордом, топменеджером компанії Microsoft. 22 квітня 2013 року народилася їхня дочка Вайолет Грейс, а 11 листопада 2014 року — син Гас Монро. В інтерв'ю ранкового шоу «Live with Kelly and Ryan» Монтгомері повідомила, що шлюбна церемонія пари відбулася 31 січня 2014 року (на китайський Новий рік) у Діснейленді.
Поппі Монтгомері має австралійське й американське громадянство. У 2013 році, під час знімання в «Незабутньому», вона переїхала з Лос-Анджелеса до Нью-Йорка.
З 2019 року знімається в телесеріалі «Reef Break».

## Фільмографія
| Рік       |    | Українська назва                          | Оригінальна назва                               | Роль                                          |
| --------- | -- | ----------------------------------------- | ----------------------------------------------- | --------------------------------------------- |
| 2019      | с  |                                           | Reef Break                                      | Кет Чемберс (13 епізодів)                     |
| 2017      | тф |                                           | Mission Control                                 | Джулі                                         |
| 2017      | тф |                                           | A Surrogate's Nightmare                         | Енджела                                       |
| 2016      | тф |                                           | Furst Born                                      | Бесс                                          |
| 2011—2016 | с  | Незабутнє                                 | Unforgettable                                   | Керрі Веллс (61 епізод)                       |
| 2015      | тф |                                           | Signed, Sealed, Delivered: From Paris with Love | Голлі                                         |
| 2011      | тф | Магія поза словами: Історія Дж. К. Ролінґ | Magic Beyond Words: The J.K. Rowling Story      | Джоан Роулінг                                 |
| 2010      | тф | Щира правда                               | True Blue                                       | Кетрін Міллер                                 |
| 2010      | тф | Брехати, аби бути ідеальною               | Lying to Be Perfect                             | Нола Девлін                                   |
| 2002—2009 | с  | Без сліду                                 | Without a Trace                                 | Саманта Спейд (160 епізодів)                  |
| 2005      | тф | Снігове диво                              | Snow Wonder                                     | Пола                                          |
| 2005      | тф | Убивство в Гемптонсі                      | Murder in the Hamptons                          | Дженероза Ренд                                |
| 2005      | ф  | Між                                       | Between                                         | Діана Робертс                                 |
| 2004      | ф  | Уроки зваблення                           | 50 Ways to Leave Your Lover                     | Елісон                                        |
| 2004      | тф |                                           | Raising Waylon                                  | Джулія                                        |
| 2002      | с  |                                           | Glory Days / Demontown                          | Еллі Спаркс (9 епізодів)                      |
| 2001      | с  |                                           | Going to California                             | Пенелопа (1 епізод)                           |
| 2001      | с  | Блондинка                                 | Blonde                                          | Норма Джин Бейкер / Мерілін Монро (2 епізоди) |
| 2000      | с  |                                           | The Beat                                        | Елізабет Вацлавек (3 епізоди)                 |
| 2000      | кф |                                           | Men Named Milo, Women Named Greta               | Беррі Нудлман                                 |
| 1999      | тф |                                           | The Wonder Cabinet                              | д-р Сара Коулман                              |
| 1999      | ф  |                                           | This Space Between Us                           | Арден Енсфілд                                 |
| 1999      | ф  | Життя                                     | Life                                            | Мей Роуз Ебернеті (у старшому віці)           |
| 1999      | ф  | Інша сестра                               | The Other Sister                                | Кароліна                                      |
| 1998      | ф  | Самогубство в коледжі                     | Dead Man on Campus                              | Рейчел                                        |
| 1997      | тф |                                           | Desert's Edge                                   | Мері                                          |
| 1996—1997 | с  | Теорія відносності                        | Relativity                                      | Дженніфер Люкенс (17 епізодів)                |
| 1996      | тф |                                           | Peacock Blues                                   |                                               |
| 1996      | тф |                                           | The Cold Equations                              | Лі (Мерілін) Кросс                            |
| 1996      | с  | Поліція Нью-Йорка                         | NYPD Blue                                       | Ліза (1 епізод)                               |
| 1996      | с  |                                           | Party of Five                                   | Елісон (1 епізод)                             |
| 1995      | ф  | Диявол у блакитній сукні                  | Devil in a Blue Dress                           | Сестра БарбариTAMMY AND THE                   |
| 1995      | тф |                                           | Jake Lassiter: Justice on the Bayou             | Сінді                                         |
| 1994      | ф  | Теммі і Ті-Рекс                           | Tammy and the T-Rex                             | Дівчина на вечірці                            |
| 1994      | с  | Елітні вбивства у Палм-Біч                | Silk Stalkings                                  | Анджел (2 епізоди)                            |